# Krystalová porucha
Krystalové poruchy (neboli poruchy krystalové mřížky) jsou odchylky od tzv. ideální krystalové mřížky. V místě poruchy většinou dochází k termodynamické nerovnováze. Aby tato nerovnováha přešla do rovnovážného stavu, který je energeticky méně náročný, dochází v okolí poruchy k deformaci krystalové mřížky (např. atomy se posunují směrem k neobsazenému místu v mřížce).

## Bodová porucha
Bodová porucha je narušení kontinuity mřížky v jednom bodě vlivem defektu. Bodové defekty jsou obecně vakance, intersticiály, substituce a jejich modifikace.

### Vakance
Neobsazený uzel mřížky, který vzniká přechodem částice z tohoto uzlu např. do intersticiální polohy. Vakance mohou nést náboj nebo jsou elektroneutrální. Může docházet k tzv. difúzi vakance neboli k jejímu přemisťování v mřížce a to až na povrch. Migrace a vznik vakancí, a jiných bodových defektů mřížky, úzce souvisí s pravděpodobností udanou Boltzmannovou statistikou a tím i s teplotou.

### Frenkelova porucha
Částice je jakoby „navíc“ v takovém místě krystalové mřížky, ve kterém by za normálních podmínek žádná částice být neměla. Zpravidla jde o částici, která se uvolnila ze své normální polohy v mřížce (tato porucha tedy úzce souvisí s poruchou předchozí) a přešla do mezimřížkové (intersticiální) polohy. Částice v intersticiální poloze může taktéž difundovat.

### Substituční porucha
Vlastní částice krystalu je nahrazena částicí cizorodou (příměsí, nečistotou). Například máme křemíkový krystal, do kterého dodáme pár atomů germania a ty substituují atomy křemíku.

### Příměs v intersticiální poloze
Jde o kombinaci předchozích dvou poruch (do krystalu se dostává cizorodá částice, která se navíc nachází v intersticiální poloze). Tato porucha také vykazuje schopnost difundovat, takže při kombinaci s vakancí může přecházet v předchozí poruchu - nečistotu v mřížkové poloze.

## Dislokace mřížky
Čárová porucha neboli dislokace mřížky znamená, že porušená oblast má čárový charakter.

### Hranová dislokace
Jedná se o typ poruchy, při níž chybí souvislá část atomů a tím dochází k deformaci mřížky v jejím okolí. Můžeme si to představit tak, že máme pravidelný čtverec atomů složený z 10×10 atomů a uprostřed čtverce chybí např. 5 atomů v řadě za sebou, které by zde za normálních okolností byly ve svých mřížkových polohách. Vlivem toho dojde v daném místě k deformaci posunem okolních atomů směrem do mezery. Jinými slovy se jedná o "přímkové vakance" v mřížkových polohách.

### Šroubová (spirálová) dislokace
Znamená deformaci části mřížky, která se projeví hromadným posunem větší či menší skupiny částic oproti jejich poloze v dokonalém krystalu. Lze si to představit tak, že máme objemovou mřížku atomů, kterou uprostřed "nastřihneme" a obě nastřižené části vůči sobě posuneme od sebe o pár atomových vzdáleností. Výsledná mřížka se jeví jako šroubovice. Je to způsobeno zejména tím, že při růstu krystalu se preferují jisté plochy více než jiné.

## Plošné poruchy

### Hranice zrn
Porucha vzniká nahromaděním dislokací v místě krystalografických rovin.

### Vrstvová porucha
Vzniká nahromaděním vakancí důsledkem velkého množství nečistot v krystalu.

## Prostorové (objemové) poruchy
Vznikají velkým počtem dislokací.